# Romeo (Margherita Vicario)
Romeo è un singolo della cantante italiana Margherita Vicario, insieme al rapper Speranza, pubblicato il 12 luglio 2019 da INRI Torino.
Il titolo e il brano stesso richiamano alla tragedia di William Shakespeare Romeo e Giulietta. Il testo è scritto in lingua italiana con alcuni versi in greco antico, francese, napoletano e albanese.

## Video musicale
Il videoclip del brano, girato sul litorale laziale e diretto da Francesco Coppola, è stato pubblicato il 22 luglio 2019 sul canale YouTube di INRI Torino.

## Tracce
Testi di Margherita Vicario e Ugo Scicolone, musiche di Dade.
1. Romeo – 3:45